# Togo aux Jeux paralympiques d'été de 2024
Le Togo participe aux Jeux paralympiques de 2024 à Paris, en France, du 28 août au 8 septembre 2024. Il s'agit de sa 3e participation à des Jeux paralympiques.

## Nombre d’athlètes qualifiés par sport
Voici la liste des qualifiés et sélectionnés par sport :
| Sport      | Hommes | Femmes | Total |
| ---------- | ------ | ------ | ----- |
| Athlétisme | 1      | 0      | 1     |
| Total      | 1      | 0      | 1     |

### Athlétisme
Séverin Ayao Kansa décroché son ticket lors du 8e Grand Prix de Marrakech au Maroc en avril 2024 : dans sa catégorie, il décroche la médaille d’or, en réalisant un saut de 1,79 m.
| Athlètes           | Épreuve             | Finale      | Finale |
| Athlètes           | Épreuve             | Performance | Rang   |
| ------------------ | ------------------- | ----------- | ------ |
| Séverin Ayao Kansa | Saut en hauteur T47 | N/A         | N/A    |